# Pierre-Paul Riquet
Pierre-Paul Riquet (Béziers, Hérault, França, 29 de junho de 1609 — 4 de outubro de 1680) foi um engenheiro civil francês. Foi o responsável pela construção do Canal do Midi. 
Quando jovem, Riquet era interessado apenas em matemática e ciência. Casou-se com Catherine de Milhau quando tinha 19 anos. Como fermier général (literalmente agricultor geral - cargo do Antigo Regime) de Languedoc-Roussillon era cobrador de impostos responsável pela coleta e administração da gabela (imposto sobre o sal) em Languedoc, desde 1630. Riquet ficou rico e foi dada permissão pelo rei para cobrar seus próprios impostos. Isso lhe deu uma maior riqueza, o que lhe permitiu executar grandes projetos.

## O Canal do Midi
Riquet é o homem responsável pela construção da hidrovia artificial de 240 km de comprimento, um dos grandes feitos de engenharia do século XVII. Navegável entre o rio Garonne, na altura de Toulouse, e Sète, no mar Mediterrâneo, numa extensão de 240 km, permite a comunicação entre o oceano Atlântico e o Mediterrâneo. A logística era imensa e complicada, tanto que outros engenheiros, incluindo os antigos romanos tinham discutido a ideia, mas não prosseguiram com o projeto. Mesmo assim, Luís XIV foi apurado para a realização do projeto, em grande parte devido ao crescente custo e risco do transporte de cargas e comércio em torno da Espanha, onde os piratas eram comuns.
O planejamento, financiamento e construção do Canal do Midi absorveram Riquet de 1665 em diante. Inúmeros problemas ocorreram durante a construção, como atravessar colinas e obter um sistema de fornecimento que alimentasse o canal com água durante os meses secos do verão. Avanços na engenharia e a criação de um lago artificial de 6 milhões de metros cúbicos - o lago de Saint-Ferréol - foram as soluções.
O canal foi concluído em 1681, oito meses após a morte de Riquet .